# 弗拉·多尔钦诺

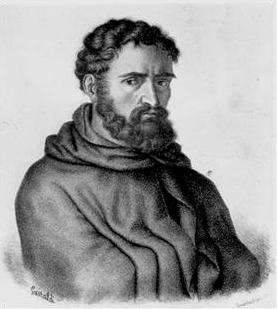
弗拉·多尔钦诺

弗拉·多尔钦诺（Fra Dolcino，约 1250年 – 1307年）是杰拉德·悉加列利的門徒。1303年，弗拉·多尔钦诺率領约6000人占领塞西亚河流域，捣毁教堂，破坏庄园。1305年，教皇克雷芒五世派十字军镇压弗拉·多尔钦诺，弗拉·多尔钦诺率領武裝撤入阿尔卑斯山山區。1307年3月，弗拉·多尔钦诺被十字军俘虜，同年4月2日在火刑柱上被烧死。